# Правило Erase — Remove
Правило Erase — Remove — загальновживаний в мові програмування C++ метод видалення з контейнера STL елементів, які задовольняють певним критеріям. 

## Мотивація
Досить часто постає потреба видалити з контейнера всі елементи, які мають певне значення або відповідають певному критерію. У мові C++ це можна реалізувати різними методами, зокрема за допомогою самостійно організованого поелементного обходу контейнера. Однак бажано використовувати алгоритми зі стандартної бібліотеки для таких завдань.
Бібліотека algorithm пропонує алгоритми remove або remove_if для цього. Але оскільки ці алгоритми працюють із низкою елементів, обмежених двома заданими ітераторами, вони не можуть знати нічого про внутрішню організацію самого контейнера. Таким чином, ніякі елементи фактично не будуть видалені з контейнера за допомогою лише цих функцій. Після використання однієї з цих функцій всі елементи, що не відповідають критеріям видалення, просто будуть перенесені в передню частину діапазону зі збереженням відносного порядку. Коли це буде зроблено, функція remove або remove_if поверне ітератор, який вказує на елемент наступний за останнім не переміщеним елементом.
Щоб насправді видалити непотрібні елементи з контейнера, використовують поєднання функції remove із викликом функції erase, яка безпосередньо й виконує видалення елементів із контейнера, використовуючи ітератор, який повернула попередньо викликана функція remove. Звідси походить і сама назва методу «Erase — Remove».

## Приклад
```
#include
 
<vector>

#include
 
<iostream>

#include
 
<algorithm>

 

bool
 
is_odd
(
int
 
i
)

{

  
return
 
(
i
 
%
 
2
)
 
!=
 
0
;
  

}

void
 
print_item
(
int
 
i
)

{

  
std
::
cout
 
<<
 
i
 
<<
 
' '
;

}

void
 
print
(
const
 
std
::
vector
<
int
>
 
&
vec
)

{

  
for_each
(
vec
.
begin
(),
 
vec
.
end
(),
 
print_item
);

  
std
::
cout
 
<<
 
std
::
endl
;

}

 

int
 
main
()

{

  
// ініціалізуємо вектор числами 0-9.

  
std
::
vector
<
int
>
 
v
(
10
);

  
for
 
(
unsigned
 
i
 
=
 
0
;
 
i
 
<
 
v
.
size
();
 
++
i
)

    
v
[
i
]
 
=
 
i
;

  
print
(
v
);

 

  
// видаляємо всі елементи рівні 5

  
v
.
erase
(
 
std
::
remove
(
 
v
.
begin
(),
 
v
.
end
(),
 
5
 
),
 
v
.
end
()
 
);
 

  
print
(
v
);
 

  

  
// видаляємо всі непарні елементи

  
v
.
erase
(
 
std
::
remove_if
(
 
v
.
begin
(),
 
v
.
end
(),
 
is_odd
 
),
 
v
.
end
()
 
);

  
print
(
v
);

  
return
 
0
;
  

}

/*

Вивід:

0 1 2 3 4 5 6 7 8 9 

0 1 2 3 4 6 7 8 9 

0 2 4 6 8 

*/

```